# Planorbella campanulata
Planorbella campanulata is een slakkensoort uit de familie van de Planorbidae. De wetenschappelijke naam van de soort is voor het eerst geldig gepubliceerd in 1821 door Say.